# Mount Porndon
Der Mount Porndon ist ein Vulkan in der Newer Volcanics Province, 13 Kilometer südöstlich von Camperdown im Westen des australischen Bundesstaats Victoria
Der Berg, der vor 300.000 Jahren entstand, liegt in einer vulkanischen Landschaft mit Lavaflüssen, Tuffablagerungen, Schlacken und Vulkankratern. Er erhebt sich 278 Meter über die Meereshöhe und 105 Meter über das ihn umgebende Gelände.
Zahlreiche Basaltflüsse flossen aus dem Krater des Mount Porndon und bildeten die lokal stony rises (Steinschwellen) genannten Geländeformen, die teilweise bis zum Lake Corangamite reichen. 
Die Lava bildete einen Krater von drei Kilometer Umfang und einer Höhe von 10 bis 15 Metern. Im Westen ist der Krater geöffnet. Auf dem Basalt ist eine dünne Tuffschicht aufgelagert. 
Auf dem Vulkan befindet sich ein Feuer-Wachtturm und in den niederen Lagen ist die Anlage von Steinbrüchen erkennbar.